# ألماس الدويك
ألماس مسعود الدويك (1904 - 28 أكتوبر 1978) روائية وشاعرة وناشطة نسوية لبنانية. ولدت في الشويفات في عائلة تنتمي إلى الطائفة الدرزية وتعلمت في بيروت ودرست العربية. كتبت في المجلات النسائية واتصلت بأدباء عصرها. عينت بالقصة القصيرة للأطفال وكتب لهم.

## سيرتها
ولدت ألماس ابنة مسعود سلمان الدويك في الشويفات سنة 1904 وتعلمت في مدرسة الناصرة في بيروت ثم في مدرسة زهرة الإحسان، وبعد تخرجها توفّرت على درس العربية على الشيخ إبراهيم إلي أن اتقنتها.

وفي سنة 1925 تزوجت سليم الدويك، وإلى جانب انها صارت ربة ربيت دأبت على تحصيل العلم كلما تيسر لها، وكان من هواة الرسم اليدوي فحفل بيتها باللوحات الجميلة فضلاً عما راح منها إلى بعض صديقاتها، وليم يمسكها هذا عن التعاطي مع القلم نثراً وشعراً لها شيء في البدء بتوقيع عصام تحاشياً من اثارة المتاعب عليها في مجتمعها الذكوري.

وتحولت إلى المجالات النسائية فكتب في المرأة الجديدة لصاحبتها جوليا طعمة والفجر للأميرة نجلا أبي اللمع وميرفا لماري بني عطا الله والخدر للآنسة عفيفة عصب وكتبت أيضا في الجمهور. وفي الوقت نفسه أقامت صلات أدبية مع كبار الأديبات والأدباء مثل مي زيادة وميخائيل نعيمة وبولس سلامة وغيرهم. عنيت أيضا بصورة خاصة بالقصص القصيرة للصغار.

## مؤلفاتها
القصص القصيرة للصغار طبعت في مطبعة سمير في بيروت:
- بلابل الربيع
- صوت سالم
- الصديق الوفي
- حيلة أبي زهرة
- سوسن وأمها
- عامرة وحمادي
- قوة التعاون
- ضيافة العرب

بعد وفاتها بادر زوجها وفاء منه لذكراها، إلى طبع كتاب لم ينشر في حياتها وهو على دروب الحياة وفيه مجموعة من المقالات الأدبية والاجتماعية وعدد من المحاضرات والندوات التي قدمتها عبر الإذاعة اللبنانية وكلها حول قضايا المرأة ولها قصائد كثيرة.

## وفاتها
توفيت في 28 تشرين الأول 1978.